# Giancarlo Galdiolo
Giancarlo Galdiolo (Villafranca Padovana, 1948. november 4. – Castrocaro Terme, 2018. szeptember 8.) olasz labdarúgó, hátvéd, edző.

## Pályafutása

### Klubcsapatban
A Padova csapatában kezdte a labdarúgást, majd a San Donà és a Serie D-ben szereplő Almas Roma együttesében folytatta. 1970 és 1982 között az élvonalban szerepelt, tíz idényt a FIorentina, kettőt a Sampdoria csapatában töltött. 1982 és 1984 között a harmadosztályú Forlìban játszott.

### A válogatottban
1971-ben két alkalommal szerepelt az olasz U23-as válogatottban.

### Edzőként
1987–88-ban a Rimini, 1989–90-ben a Forlì vezetőedzője volt.

## Sikerei, díjai
FIorentina
- Olasz kupa (Coppa Italia)
  - győztes: 1975